# Expressway 15 (Südkorea)
Der Expressway 15  (kor. 서해안고속도로, auch Seohaean Expressway genannt) ist eine Schnellstraße in Südkorea. Die Autobahn ist eine Nord-Süd-Route entlang der gesamten Westküste des Landes, beginnend im Süden bei Mokpo bis zur Hauptstadt Seoul und ist 341 Kilometer lang.

## Straßenbeschreibung

### Im Süden Südkoreas
Die Autobahn beginnt in Mokpo, einer Stadt mit 242.000 Einwohnern im Südwesten Südkoreas. Sie hat am Anfang 2 × 2 Fahrspuren, aber verbreitert sich nach dem ersten Anschluss auf 2 × 4 Fahrspuren und biegt nun in Richtung Nordosten ab. Sie verläuft jetzt direkt entlang der Küste. Es folgt ein Kleeblatt mit einer lokalen Straße. Die Autobahn hat danach wieder 2 × 2 Fahrspuren und führt etwas ins Landesinneren. In diesem Bereich ist ein wichtiger Fluss und der Autobahn verläuft durch das Tal des Yeongsan. Die Gegend ist leicht bergig mit niedrigen, aber stark bewaldeten Bergen. Die Autobahn hat hier eine Reihe von Tunneln und verläuft entlang Muan. Hier kreuzt sie den Expressway 12 der im Nordosten vom Muan International Airport nach Gwangju verläuft.
Der Expressway 15 verläuft 30 Kilometer westlich von Gwangju und ist hier nicht weit von der Küste entfernt. In der Gegend gibt es eine Vielzahl von niedrigen Bergen und in der Küstenregionen. In der Nähe der Stadt Gochang folgt eine Kreuzung mit dem Expressway 253, eine Ost-West-Autobahn. Es folgt eine große Küstenebene und der Expressway 15 hat auch hier 2 × 2 Fahrspuren. Die Autobahn führt teilweise über Brücken und passiert Gimje westlich. Zwischen Iksan und Gunsan überquert man den Expressway 20, eine Ost-West-Autobahn von Gunsan über Iksan nach Jeonju. Außerdem wird der Expressway 151 gekreuzt, der von Gunsan nach Cheonan verläuft.

### Im Westen Südkoreas
Es wird der Fluss Geum überqueren und der Expressway 15 verläuft durch eine bergige Gegend, die sich noch nah an der Küste befindet. Dieser Teil von Südkorea ist relativ dünn besiedelt mit wenigen großen Städten. Die Autobahn hat daher auch hier 2 × 2 Fahrspuren. Bei Gunsan befinden sich verschiedenen US-Militärbasen, für die die Straße eine wichtige Route nach Seoul ist. Die Autobahn hat auch hier eine Reihe von Tunneln. Bei Boryeong führt die Autobahn sehr knapp entlang des Gelben Meeres. Die Autobahn verläuft nördlich entlang der Kante eines Berges, auf einem schmalen Küstenstreifen.
In Dangjin wird der Expressway 30 gekreuzt, der nach Richtung Osten verläuft. Ab diesem Knoten stehen 2 × 3 Fahrstreifen zur Verfügung. Es folgt ein großes Bauwerk, die Seohae Grand Bridge, die eine Länge von sechs Kilometer hat. Unmittelbar nach der Brücke führt die Autobahn an einem neuen Hafen entlang, der teilweise ins Meer hinein gebaut wurde. Kurz darauf folgt ein Knoten mit dem Expressway 40. Die Autobahn hat auch hier 2 × 3 Fahrspuren und verläuft durch ein hügeliges Gebiet im Norden und führt in die Metropolregion Seouls.

### Seoul
Parallel zur Autobahn verläuft eine lokale Autobahnbrücke, die 2 × 2 Fahrspuren hat. Es folgt die Stadt Ansan mit 690.000 Einwohnern. Von hier aus steigt der Verkehr deutlich an. Es folgt eine Kreuzung mit dem Expressway 50, der die südliche Umgehung Seouls bildet. Kurz danach folgt eine sehr große Mautstation und eine Verbindung mit dem Expressway 100, der die andere Umgehungsstraße Seouls ist. In den Vororten von Seoul verbreitert sich die Straße auf 2 × 4 Fahrspuren und es folgt ein Kreuz mit dem Expressway 110, eine der Autobahnen zwischen Seoul und Incheon. Kurz danach endet der Expressway 15 offiziell, aber führt als Stadtautobahn mit 2 × 2 Fahrspuren Richtung Seouler Innenstadt weiter.

## Geschichte
Der Expressway 15 ist relativ neu. Im Jahr 1991 wurde die Autobahn genehmigt und der Bau begann noch im selben Jahr. Am 6. Juli 1994 eröffnet der erste Teil mit über 28 Kilometer zwischen dem Expressway 110 in Seoul und Expressway 50 in Ansan. Am 17. Dezember 1996 eröffnete weitere 41 Kilometer zwischen Ansan und dem Hafen von Poseung. Am 25. August 1998 eröffnete weitere 23 Kilometer Autobahn zwischen Mokpo und Meun, im äußersten Südwesten von Südkorea. Am 30. Oktober des gleichen Jahres eröffnete 23 Kilometer zwischen Seocheon und Gunsan.
Am 10. November 200 eröffnet die Seohae Grand Bridge, damals die neuntlängste Brücke der Welt. Ihr Bau begann 1993 und dauerte sieben Jahre. Diese Brücke ist auch heute eine der Längsten in Südkorea. Dies verkürzt die Fahrzeit zwischen den beiden Enden der Brücke um eine Stunde. Am 27. September 2001 wurde der Teil zwischen Dangjin und Seocheon mit etwa 104 Kilometer eröffnet und am 21. Dezember des gleichen Jahres der letzte Teil mit 114 Kilometer Länge zwischen Gunsan und Muan.

## Eröffnungsdaten der Autobahn
| von        | nach       | Länge    | Datum      |
| ---------- | ---------- | -------- | ---------- |
| Ansan      | Iljik      | 027,6 km | 06.07.1994 |
| Pyeongtaek | Ansan      | 040,9 km | 17.12.1996 |
| Mokpo      | Muan       | 023,2 km | 25.08.1998 |
| Gunsan     | Seocheon   | 022,7 km | 30.10.1998 |
| Dangjin    | Oyeongtaek | 019,3 km | 10.11.2000 |
| Seocheon   | Dangjin    | 103,7 km | 27.09.2001 |
| Muan       | Gunsan     | 114,3 km | 21.12.2001 |

## Verkehrsaufkommen
Das Verkehrsaufkommen ist im Süden gering mit 10.000 bis 30.000 Fahrzeugen pro Tag, im Norden und in der Nähe von Seoul ist die Autobahn hingegen stark befahren mit bis zu 161.000 Fahrzeugen pro Tag.

## Ausbau der Fahrbahnen
| von     | nach    | Länge  | Fahrspuren |
| ------- | ------- | ------ | ---------- |
| Mokpo   | Dangjin | 255 km | 2 × 2      |
| Dangjin | Ansan   | 070 km | 2 × 3      |
| Ansan   | Jonam   | 002 km | 2 × 4      |
| Jonam   | Mokgam  | 004 km | 2 × 5      |
| Mokgam  | Seoul   | 008 km | 2 × 4      |